# سي. أ. روبرتس
سي. أ. روبرتس هو سياسي أمريكي، ولد في 5 نوفمبر 1903 في بتلر ليك في الولايات المتحدة، وتوفي في 21 ديسمبر 1973 في غينزفيل في الولايات المتحدة. نشط حزبياً في الحزب الديمقراطي. وقد انتخب عضو مجلس نواب فلوريدا ‏.